# Lasioglossum ibericum
Lasioglossum ibericum är en biart som beskrevs av Ebmer 1975. Lasioglossum ibericum ingår i släktet smalbin, och familjen vägbin. Inga underarter finns listade i Catalogue of Life.